# Beda Hophan
Beda Hophan OSB (* 12. Juli 1875 in Näfels; † 26. Dezember 1964) war ein Schweizer Benediktinerpater und Abt des Klosters Disentis.

## Leben
Er studierte Theologie und Altphilologie in Freiburg im Üechtland. Nach der Promotion zum Dr. phil. 1901 an der Université de Fribourg war er Lehrer und Präfekt an der Klosterschule Disentis. Nach der Profess 1894 und der Priesterweihe 1898 wurde er 1925 zum Abt von Disentis gewählt. Er resignierte im Mai 1963.

## Schriften (Auswahl)
- Lukians Dialoge über die Götterwelt (Diss.). Solothurn 1904, OCLC 645817468, OCLC 458087727.
- Weltanschauung und Schule. In: Schweizer Schule. Nr. 10, 1924, S. 393–396, 413–415, 425–427, 433–435, ISSN 0036-7443.
- Über Persönlichkeit. In: Schweizer Schule. Nr. 11, 1925, S. 221–223, 229–232, 242–246, ISSN 0036-7443.
- Das katholische Bildungsideal. In: Schweizer Schule. 1937, S. 457–466, ISSN 0036-7443.
- Vom Sinne des humanistischen Gymnasiums. In: Disentis. Nr. 13, 1946, S. 28–37, ZDB-ID 2356832-X.